# Quan hệ Ba Lan – Đan Mạch
Quan hệ Ba Lan – Đan Mạch là mối quan hệ ngoại giao giữa Ba Lan và Đan Mạch. Đan Mạch có một đại sứ quán tại Warszawa, ngoài ra còn có sáu cơ quan lãnh sự tại các thành phố Gdańsk, Kraków, Łódź, Poznań, Szczecin và Wrocław. Cả hai nước đều là thành viên chính thức của NATO và Liên minh châu Âu.

## Lịch sử
Đan Mạch, ngoài ra có Tây Ban Nha, Thổ Nhĩ Kỳ và Iran, đã phản đối sự kiện Phân chia Ba Lan vào năm 1795.